# Карыжа
Карыжа (устар. Корыжа) — река в Калужской области России, протекает по территории Малоярославецкого района. Устье реки находится в 14 км по правому берегу реки Лужи, в городе Малоярославец. Длина реки составляет 10 км. Высота устья — 126 м.

## Данные водного реестра
По данным государственного водного реестра России относится к Окскому бассейновому округу, водохозяйственный участок реки — Протва от истока и до устья, речной подбассейн реки — Бассейны притоков Оки до впадения Мокши. Речной бассейн реки — Ока.
Код объекта в государственном водном реестре — 09010100612110000022257.